# エレミヤ・テオフィル・グリゴレスコ
エレミヤ・テオフィル・グリゴレスコ（Eremia Grigorescu；1863年 - 1919年）は、ルーマニアの軍人。少将。
ビジョル出身。第一次世界大戦前、トゥルトゥカエの砲兵学校長。1916年のルーマニア参戦後、第15歩兵師団長に任命。その後、第4軍団と第6軍団を指揮。1917年8月初め、A.ラゴザ将軍のロシア第4軍に従属する第1軍（約10万8千人）司令官に任命。第1軍はマラショーシュトゥイ郊外でロシア第8軍団と交代した。8月13日、ラゴザはマラショーシュトゥイ救援を命じたが、グリゴレスコはこれを拒否した。この後、戦線司令部は、スシツ及びセレトのルーマニア・ロシア軍の指揮権をグリゴレスコに移譲することを決定した。グリゴレスコの部隊は、ロシア軍と徐々に交代した。グリゴレスコの指揮下には、ロシア第8軍団、第5軍団、第3軍団が存在した。
8月14日、第3軍団がコジメシュト付近で撃破され、約3千人が捕虜にされた。グリゴレスコは、K.フォン・モルゲン将軍のドイツ軍の戦果拡張を阻止した。8月19日、オーストリア・ドイツ軍は新規攻勢に着手したが、グリゴレスコは攻勢を撃退して逆襲に転じ、モルゲン将軍の部隊に損害を与え、8月22日、攻勢は頓挫した。この後、グリゴレスコは、ルーマニアの国民的英雄となった。
1918年から国防相。